# 紅色風暴
《紅色風暴》，是由MicroProse於1988年以湯姆·克蘭西的小說《紅色風暴》為背景開發的潛水艇模擬駕駛遊戲。

## 遊戲情節
遊戲跟原著一樣，以美國海軍的洛杉磯級攻擊型核潛艇芝加哥號為故事背景，玩家控制角色是芝加哥號的艦長，並被委派到挪威海干擾科拉半島和格陵蘭、冰島和英國邊境地帶的蘇聯艦隊。干擾行動包括攔截補給艦隊，阻止兩棲登陸部隊登陸和消滅使用狼群戰術的蘇聯潛艇等。前期大部分情節都與原著相若，但原著結局是通過追蹤和殲滅蘇聯艦隊，阻止他們發射核導彈，與遊戲中純粹以殲滅敵軍為本的玩法稍有出入。

## 玩法
玩家可以選擇四款潛艇，包括從故事前期1980年代初便可以開始使用的長尾鯊級核動力攻擊型潛艇、鱘魚級攻擊型核潛艇和洛杉磯級攻擊型核潛艇，以及1980年代末才能選用的海狼級核動力攻擊潛艦。敵方的蘇聯潛艇性能相若，但雷達探測範圍較玩家操控的潛艇窄。武器方面，隨著時間推進會逐漸提升性能，例如裝設戰斧巡弋飛彈和Mk 48型魚雷等，但蘇聯方的潛艇亦會有相應的武力提升，遊戲後期敵方艦隊更會有核動力航空母艦和更好的反潛作戰艦。 
此遊戲的唯一目標是要對蘇聯艦隊造成最大傷害，使友方艦隊能安全通過挪威海，並防止蘇聯方的兩棲部隊登陸挪威和冰島。玩家必須在地圖上以潛艇的雷達、盟軍的船隻和衛星，以及聲波監聽系統來探測和定位蘇軍。而每項任務的成敗會影響遊戲的進展，例如會改變歐洲各國的防線位置。如果玩家未能完成任務，蘇聯軍隊將會佔領更多領土，但若玩家成功完成任務則能抵抗蘇聯的進攻，保住己方陣地。在戰鬥過程中，玩家可以提升等級和獲得獎牌；而在戰爭結束時，如果玩家獲勝，將計算最終得分，並會按分數授予海軍中校至海軍上將的軍階作為榮譽。但若玩家未能獲勝，意味著蘇聯贏得了戰爭，佔領了美國，玩家會被授予同志頭銜，成為共產美國的政治犯。

## 評價
美國雜誌《計算!》指湯姆·克蘭西的粉絲和軍事模擬遊戲愛好者不能錯過此遊戲 。在1988年和1992年，《電腦遊戲世界》給予遊戲4.5顆星，並稱讚此遊戲完全平衡了真實感和遊戲性，但遊戲不少有與現實不符的設定問題，例如潛艇的下潛時間。評論人亦指此遊戲容易上手和獲勝，但又不乏挑戰，需要玩家鑽研戰術。在1994年一項對戰爭遊戲的調查中，玩家將此遊戲評定為3顆星，並稱其為「市面上其中一款最好的遊戲。」1996年，《電腦遊戲世界》將此遊戲列為史上第39佳的PC遊戲，並讚揚其為「即使是今天的產品也無法比擬的現代潛艇格鬥遊戲，不論場景，戰役和真實感的平衡都幾乎是完美的。」 
2017年發行的戰術遊戲冷水（Cold Waters）被指是紅色風暴的精神繼承者，在玩法和設計上都非常相近。 